# Route de l'encens
La route de l'encens reliait dans l'Antiquité l'Égypte au Yémen et à l'Inde. Elle fut probablement créée aux environs de 1800 av. J.-C., quand l'Inde commença à envoyer de l'encens aux ports d'Arabie et d'Égypte : Cane, Aden et Muza dans le sud, et Bérénice, Philotera, Myos Hormos, Leukè Komè et Aila dans le nord. L'encens qui arrivait par la mer dans les ports était ensuite envoyé par caravane dans le désert jusqu’à Pétra, et de là, vers Gaza et Damas. Celui qui transitait par les ports d'Égypte était transporté à Alexandrie, en passant par Coptos.
Le commerce de l'encens et de la myrrhe d'Arabie du Sud vers la Méditerranée a prospéré entre le IIIe siècle et le IIe siècle de notre ère. Mais la route de l'encens a servi de canal pour des échanges de biens autres que l'encens et la myrrhe : épices indiennes, ébène, soie, textiles de qualité. D'Afrique orientale ont circulé également des bois rares, des plumes, des peaux d'animaux, de l'or et des esclaves.

## Histoire

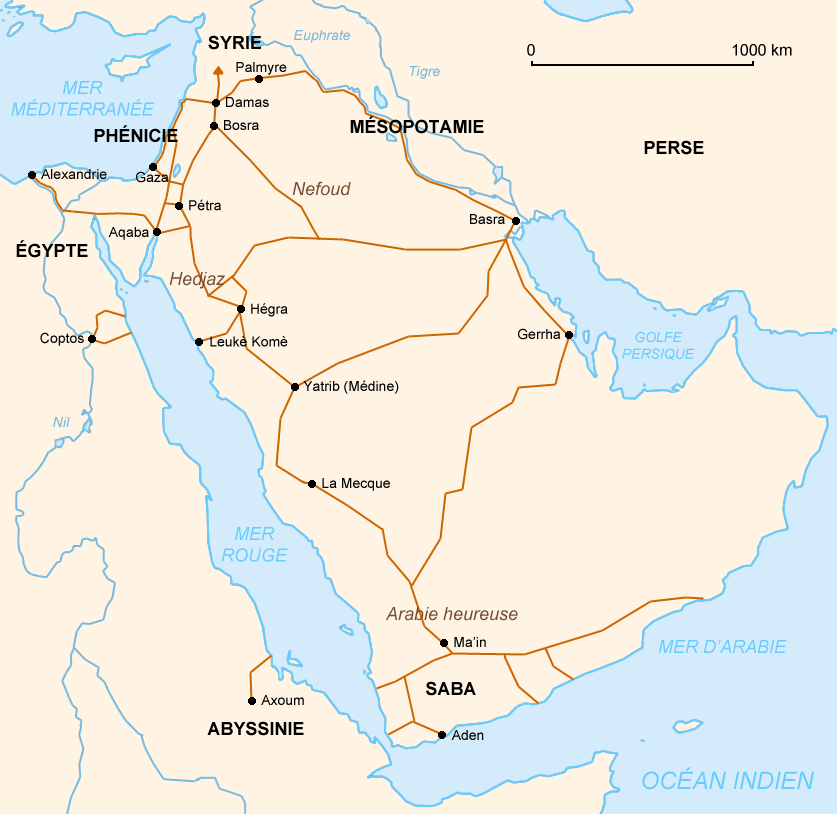
Les routes commerciales terrestres des Nabatéens.

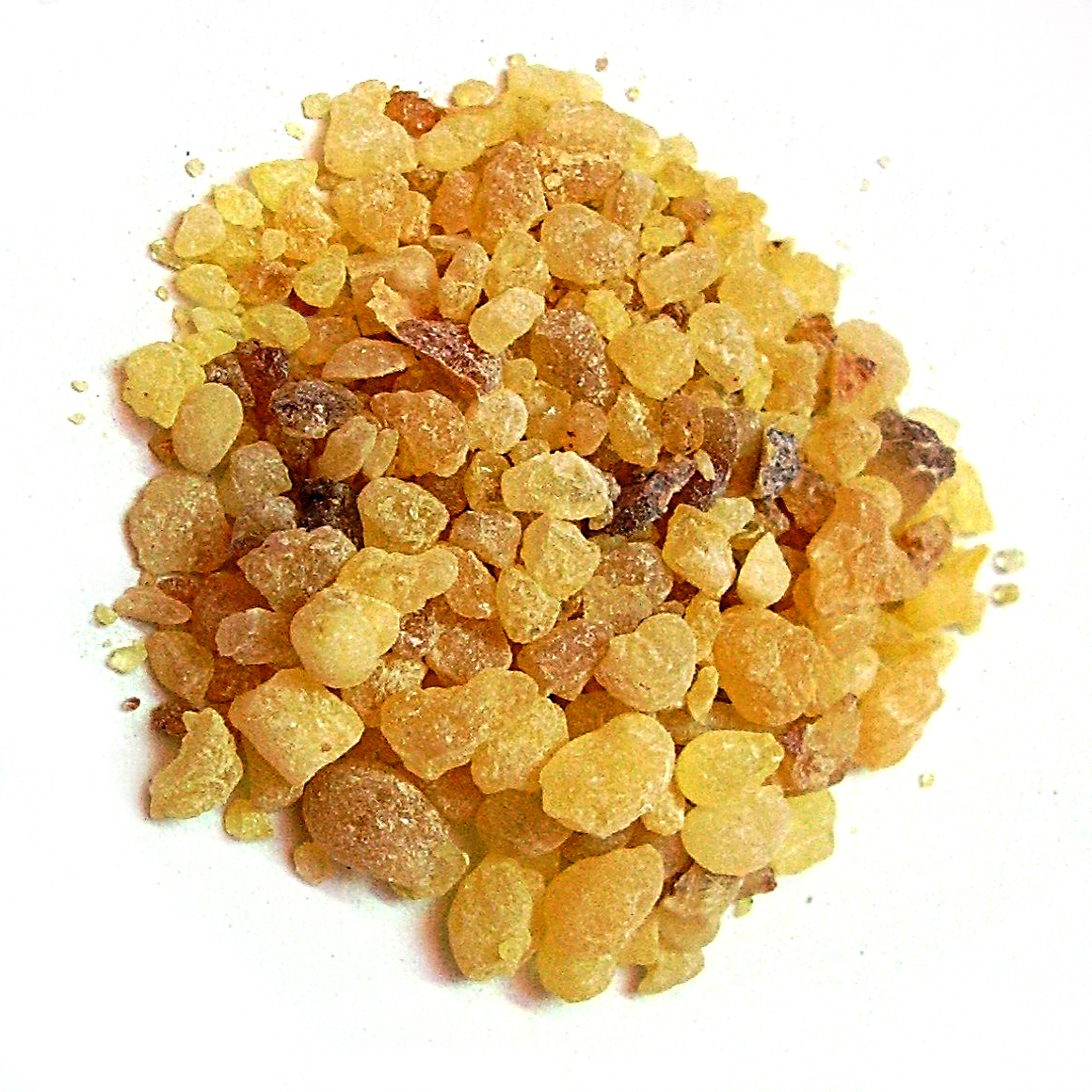
Encens

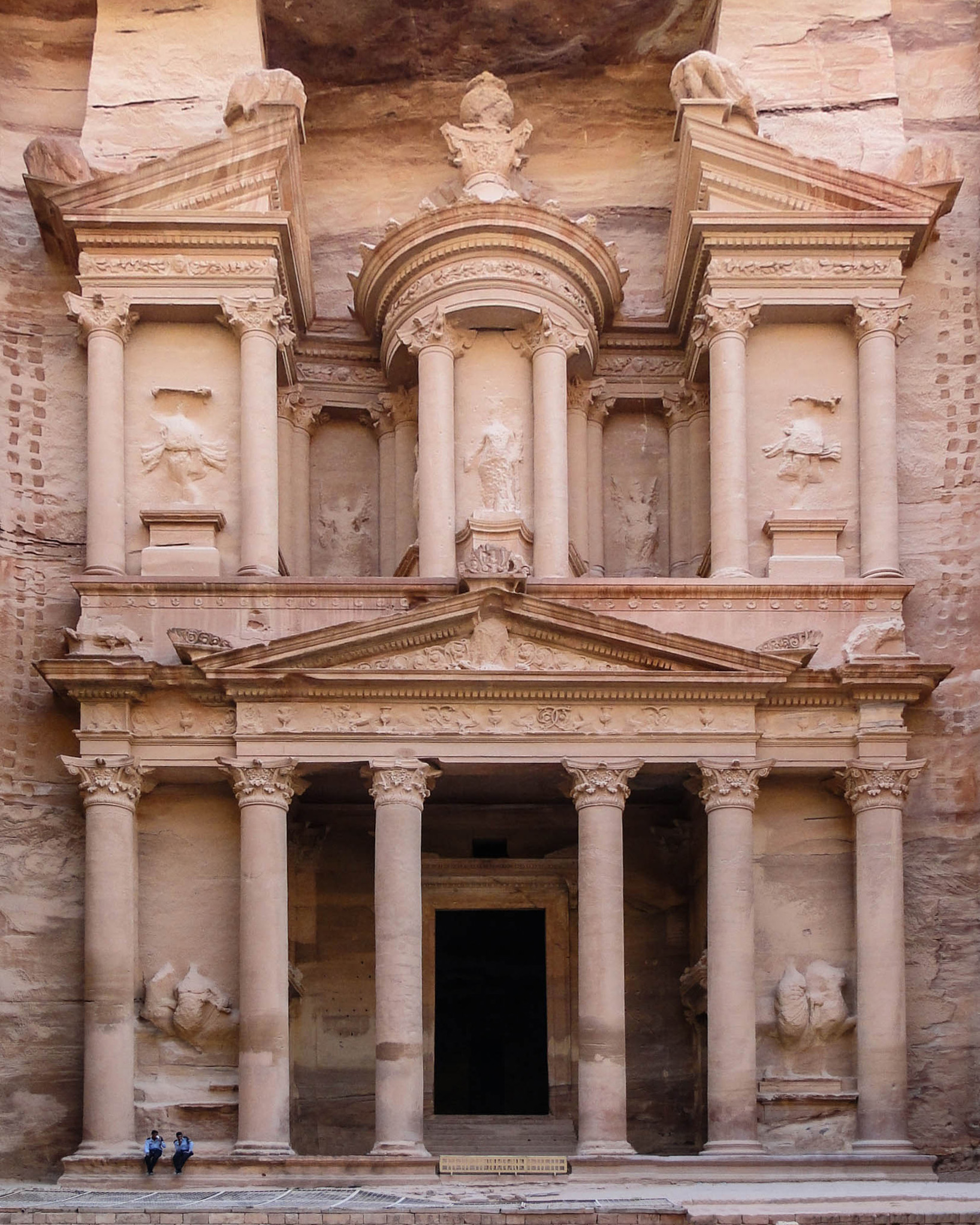
La ville nabatéenne de Pétra fut un lieu important du commerce de l'encens.

Les Nabatéens d'Arabie devinrent très riches parce qu'ils servaient d'intermédiaires et contrôlaient les secrets de cette route difficile. Plusieurs villes furent fondées dans les oasis le long de la route, dont Iram et Saba. Dans le désert du Néguev, les villes nabatéennes d’Avdat, Haluza, Mamshit et Shivta, les forteresses et les vestiges des systèmes d’irrigation extrêmement perfectionnés qui furent construits sur cette route sont inscrits sur la liste du patrimoine mondial de l'humanité depuis 2005.
L'itinéraire n'était pas fixe. Il changeait souvent pour contourner les régions qui faisaient payer de lourdes taxes aux marchands. 
Les Romains utilisèrent la voie maritime autour de la péninsule arabique, en passant par la mer Rouge, pour éviter de payer les Bédouins en or et argent en échange des épices et de l'encens. Ils contrôlèrent finalement la route terrestre et l'améliorèrent en construisant des puits et des forts sur le parcours. Mais à partir de l'an 42, la plus grande partie du commerce de l'encens se fit par voie maritime qui était plus sûre.
La route de l'encens est mentionnée dans la Bible hébraïque, en IIe Livre des Chroniques 9, et dans le Premier livre des Rois 10. La « Reine de Saba » voyagea sur la « route de l'or et de l'encens » pour aller rendre visite au roi Salomon à Jérusalem. Elle est aussi mentionnée dans le Coran, dans les sourates Saba (34) et an-Naml (27).

## Le déclin
Au VIe siècle de notre ère, l'évêque Isidore de Séville énumèree les aromates encore importés par l'Espagne wisigothique. Dans les arbres aromatiques (de arboris aromaticis), il cite la myrrhe, le poivre, la cannelle, l'amomum et le cannelier de Chine. Du côté des herbes (de herbis aromaticis), il mentionne le nard, le safran, la cardamome, et en outre ce qui est disponible en Espagne : thym, aloès, rose, violette, muguet, gentiane, absinthe, fenouil, et autres.
Le déclin du commerce de l'encens voit le Yémen se lancer dans l'exportation du café via le port de Al-Mokha.
Après les guerres perso-romaines, les régions sous contrôle byzantin sont prises par le roi perse Khosro Ier. 
Les Arabes menés par Amr ibn al-As arrivent en Égypte à la fin de l'an 639 ou au début de l'an 640. C'est le début de la conquête islamique de l'Égypte et la chute des ports comme Alexandrie, utilisés par le monde gréco-romain depuis l'époque ptolémaïque pour sécuriser le commerce avec l'Inde.
La conquête de Constantinople, le 29 mai 1453, conduit à la mainmise totale de l'empire ottoman sur le commerce entre l'Orient et la Méditerranée.